# ミッドナイトクロス
『ミッドナイトクロス』（Blow Out）は、1981年にアメリカ合衆国で公開されたサスペンス映画。
ブライアン・デ・パルマ監督がミケランジェロ・アントニオーニ監督の作品『欲望』にインスパイアされて製作した作品。『欲望』の主人公が写真家であったのに対し、本作の主人公は後述の通り音響効果マンである。

## あらすじ
フィラデルフィアに住む音響効果マンのジャックは、低予算のエクスプロイテーション映画で使う効果音を収録するために川のほとりを訪れていたが、その途中で自動車事故を目撃してしまう。ジャックが事故車に乗っていた女性サリーを救出して病院に搬送するも同乗していた男性は亡くなり、病院にて物々しい雰囲気に包まれたうえ、ある人物からはこの事故のことは忘れるようにと口止めされ、疑問に感じ始める。
ジャックが録音していたテープには銃声が入っていた。同じく偶然、近場から事故を撮影したカメラマンのカープから連続写真を入手し、写真のスライド化を経て録音テープの音声を重ねた結果、事故を誘発するための狙撃と確信したジャックは、何が原因で何が隠されているのか独自に調査を開始する。ところが、事故で死亡した同乗者は大統領選挙の有力候補者であり、すべてを闇に葬るための隠蔽工作の手がジャックの周囲に伸び始めていた。買収や暴力など政府関係に渦巻く欲望と隠蔽体質の事実を突き止めながら、証人として重要なサリーの命まで守れるのか、ぎりぎりの攻防が繰り広げられる。

## 登場人物
ジャック・テリー
音響効果マン。安い映画の監督へ総合的アドバイスもするやり手。元は私服警官だったが、自分が作り上げた盗聴器を仕込んでおとり捜査に向かった同僚が回路の短絡による発熱で正体が発覚し殺害されたという過去を持っている。
サリー
事故の車に乗っていた若い女性。コールガール。
バーク
殺し屋。ジャックとサリーを付け狙う狡猾な頭脳を持つが、快楽殺人鬼の犯行に偽装するために無関係の人間を殺すことも躊躇わない。
マニー・カープ
事件を目撃したカメラマン。一攫千金を同じように狙っているが底の知れぬ雰囲気を持つ。
フランク・ドナヒュー
ニュースキャスター。ジャックが録音したテープとスライド写真を託そうとした相手。

## キャスト
| 役名                 | 俳優                      | 日本語吹替                                 | 日本語吹替                                                                                  | 日本語吹替                                              |
| 役名                 | 俳優                      | TBS版                                      | テレビ朝日版                                                                                | ソフト版                                                |
| -------------------- | ------------------------- | ------------------------------------------ | ------------------------------------------------------------------------------------------- | ------------------------------------------------------- |
| ジャック・テリー     | ジョン・トラボルタ        | 国広富之                                   | 原康義                                                                                      | 落合弘治                                                |
| サリー               | ナンシー・アレン          | 小宮和枝                                   | 高島雅羅                                                                                    | 日野由利加                                              |
| バーク               | ジョン・リスゴー          | 細井重之                                   | 堀勝之祐                                                                                    | 金尾哲夫                                                |
| マニー・カープ       | デニス・フランツ          | 飯塚昭三                                   | 池田勝                                                                                      | 石井隆夫                                                |
| サム                 | ピーター・ボイデン        | 石丸博也                                   | 玄田哲章                                                                                    | 石川ひろあき                                            |
| フランク・ドナヒュー | カート・メイ              | 井上和彦                                   | 大塚芳忠                                                                                    | 坂口賢一                                                |
| マッキー刑事         | ジョン・アキーノ          | 玄田哲章                                   | 谷口節                                                                                      | 中博史                                                  |
| ローレンス・ヘンリー | ジョン・マクマーティン    | 村松康雄                                   | 筈見純                                                                                      | 山野井仁                                                |
| 娼婦                 | デボラ・エヴァートン      |                                            |                                                                                             |                                                         |
| 病院の刑事           | J・パトリック・マクナマラ |                                            |                                                                                             |                                                         |
| ジャック・マナーズ   | モーリス・コープランド    | 村松康雄                                   | 辻村真人                                                                                    |                                                         |
| その他               |                           | 野本礼三 安田隆 広瀬正志 島香裕 勝生真沙子 | 弘中くみ子 千田光男 小室正幸 滝沢久美子 高宮俊介 辻親八 紗ゆり 吉田美保 喜田あゆ美 叶木翔子 | 堀川仁 市川まゆ美 樫井笙人 西敦子 桑島美由生 棚田恵美子 |

- TBS版：初回放送1983年11月14日『月曜ロードショー』

プロデューサー：熊谷国雄（TBS）、演出：水本完、台詞：額田やえ子、日本語版制作：ザック・プロモーション／TBS
- テレビ朝日版：初回放送1991年9月15日『日曜洋画劇場』＊正味92分

演出：蕨南勝之、翻訳：岩本令、調整：荒井孝、効果：リレーション、制作：東北新社
- ソフト版：1998年7月25日にハピネット・ピクチャーズから発売された旧盤DVDに初収録。その後20世紀フォックス ホーム エンターテイメント ジャパンから発売された新盤DVDには未収録。

日本語版制作：コスモプロモーション
※2018年11月2日発売のBlu-ray Discには3種類の日本語吹替を全て収録。

## スタッフ
- 監督・脚本：ブライアン・デ・パルマ
- 製作：ジョージ・リットー
- 製作総指揮：フレッド・カルーソ
- 撮影：ヴィルモス・スィグモンド
- 編集：ポール・ハーシュ
- 音楽：ピノ・ドナッジオ